# Vingt-quatre Heures
Vingt-quatre Heures est un roman de Louis Bromfield, publié en 1930 aux États-Unis sous le titre Twenty-four Hours.

## Contexte
Vingt-quatre Heures appartient au genre du « roman d'une journée », dont l'action est circonscrite dans les limites d'une seule journée, à l'instar de Mrs Dalloway de Virginia Woolf (1925) et de Vingt-quatre Heures de la vie d'une femme de Stefan Zweig (1927) par exemple. 

## Personnages
- Hector Champion, riche septuagénaire
- Jim Towner, 45 ans, riche alcoolique
- Savinia Jerrold, riche septuagénaire, obèse
- Philip Dantry, neveu de Hector Champion
- Ruby Wintringham, jeune femme au passé mal connu
- David Melbourn, « nouveau riche »
- Fanny Towner, épouse de Jim Towner, maîtresse de David Melbourn
- Rosie Healy, chanteuse dans un night club sous le nom de Rose Dugan, maîtresse de Jim Towner
- Pat Healy, portier de l'immeuble d'Hector Champion, frère de Rosie
- Esther Healy, épouse de Pat
- Janie Fagan, actrice
- « Sicily » Tony, drogué, assassine Rosie

## Résumé
- Chapitre I : Hector Champion donne un dîner où il a invité Jim Towner, Savinia Jerrold, Philip Dantry, Ruby Wintringham, David Melbourn, Fanny Towner.
- Chapitre II : Jim Towner rejoint Rosie dans le night club
- Chapitre III : Savinia rentre chez elle ; elle est réveillée au milieu de la nuit par un cri poussé d'une maison en face
- Chapitre IV : Philip Dantry part chez Janie Fagan dont il est amoureux
- Chapitre V : Ruby Wintringham et David Melbourn rentrent chez eux, mais David a demandé à Ruby de l'attendre, il viendra chez elle
- Chapitre VI : rupture entre David Melbourn et Fanny Towner[1]

## Critique
- « Sa manière de prendre chaque personnage séparément et de vous donner le cœur et l'impulsion de la vie de cette personne, montre non seulement une conception brillante mais un contrôle magistral de la conception et de l'exécution. Un peu cela fait penser aux peintures asiatiques où l'artiste donne une série de petites images, chacune complète en elle-même, qui sert à construire la séquence et l'intégrité de l'ensemble. »[note 1] Rose Feld, « Twenty-four Hours », New York Times Book Review, 14 septembre 1930, p. 7[2].
- « Sa méthode ressemble un peu à celle d'un chien extrêmement intelligent qui surveille un troupeau de moutons. Il se précipite, vers celui-ci, puis vers celui-là, les mordillant pour les faire avancer au bon moment, les conduire et les faire se rassembler pour passer la porte. »[note 2] Florence Haxton Britten, « Twenty-four Hours », The New York Herald Tribune / Books, 14 septembre 14, 1930, p. 5[3].

## Éditions en anglais
- Twenty-four Hours, New York, F. A. Stockes (en), 1930

## Traduction en français
- Vingt-quatre Heures, traduit de l'américain par Sarah J. Silberstein et Charles Brugell, présenté par Maurice Delamain, Stock, coll. Sélection Stock reliée n° 3, 1957
- Vingt-quatre Heures, traduit de l'américain par Sarah J. Silberstein et Charles Brugell, Culture Arts Loisirs, coll. « Le meilleur livre de la femme », illustrations de Tibor Csernus, 1970
- Vingt-quatre Heures, traduit de l'américain par Sarah J. Silberstein et Charles Brugell, Éditions Rencontre, 1971
- Vingt-quatre Heures, traduit de l'américain par Sarah J. Silberstein et Charles Brugell, préface de Louis Gillet, Genève, Éditions de Crémille, 1973

## Adaptation cinématographique
- Vingt-quatre Heures de Marion Gering avec Clive Brook, Kay Francis, Miriam Hopkins, Regis Toomey, 1931